# Effet d'âge
 (décembre 2018).
Si vous disposez d'ouvrages ou d'articles de référence ou si vous connaissez des sites web de qualité traitant du thème abordé ici, merci de compléter l'article en donnant les références utiles à sa vérifiabilité et en les liant à la section « Notes et références ».
L'effet d'âge est l'un des trois effets pouvant influer sur la sensibilité d'une variable sociodémographique à la localisation d'une sous-population donnée dans le temps. De fait, l'effet d'âge  établit un lien de causalité entre l'âge biologique moyen de la sous-population étudiée et la variable considérée toutes choses étant égales par ailleurs, ce qui signifie que le seul fait d'avoir un certain âge détermine au moins en partie la valeur de la variable telle que constatée pour cet âge. On distingue cet effet de l'effet de génération et de l'effet de période.